# Packet Error Rate
Packet Error Rate/Ratio (PER) er indenfor telekommunikation forholdet mellem antallet af fejlbehæftede pakker og samtlige afsendte pakker. Hvis transmissionen er ukodet, dvs. at meddelelsen ingen redundanc indeholder er sammenhængen med Bit Error Rate (BER):
{\displaystyle PER=1-(1-BER)^{n}}
hvor {\displaystyle n} er antallet af bit pr. pakke.
| Fysik | Spire Denne artikel om fysik er en spire som bør udbygges. Du er velkommen til at hjælpe Wikipedia ved at udvide den. |

| Internet | Spire Denne internet-relaterede artikel er en spire som bør udbygges. Du er velkommen til at hjælpe Wikipedia ved at udvide den. |